# 富原村 (福岡県)
富原村（とみはらむら）は、福岡県山門郡にあった村。現在のみやま市の一部。

## 地理
矢部川下流の左岸、御牧山の西麓に位置していた。

## 歴史
- 1889年（明治22年）4月1日 - 町村制の施行により、山門郡尾野村、立山村、原町村が合併して村制施行し、富原村が発足[1][2]。
- 1907年（明治40年）1月1日 - 山門郡竹海村、万里小路村、緑村（一部、大字清水・河原内）と合併して山川村を新設して廃止された[1][2]。